# Келыхсос
Келыхсос (устар. Келых-Сос) — река в России, протекает в Советском районе Ханты-Мансийского автономного округа и Ивдельском городском округе Свердловской области. Устье реки находится в 8 км по правому берегу реки Хола. Длина реки составляет 12 км.
Система водного объекта: Хола → Ингур → Тапсуй → Северная Сосьва → Обь → Карское море.

## Данные водного реестра
По данным государственного водного реестра России относится к Нижнеобскому бассейновому округу, водохозяйственный участок реки — Северная Сосьва, речной подбассейн реки — Северная Сосьва. Речной бассейн реки — (Нижняя) Обь от впадения Иртыша.